# Gongylidium
Gongylidium là một chi nhện trong họ Linyphiidae.